# Пюрекс-процес
П'юрекс-процес, пурекс-процес (від англ. Plutonium-Uranium Recovery by Extraction, PUREX), «регенерація урану і плутонію за допомогою екстракції»; у вітчизняній літературі зазвичай водно-екстракційна або екстракційно-сорбційна технологія на основі трибутилфосфату) - технологічний процес переробки відпрацьованого ядерного палива.
П'юрекс-процес був відкритий хіміками Хербертом Андерсоном та Ларнедом Брауном Аспрі в Металургійній лабораторії університету Чикаго в рамках Манхеттенського проекту. Їх начальником у цей час був Глен Сіборг; Заявка на патент «Процес вилучення плутонію за допомогою розчинника» (англ. Solvent Extraction Process for Plutonium) була подана в 1947, трибутилфосфат там згадується як основний реагент, який виконує основну частину хімічної реакції.
Досліджуючи методи виділення урану шляхом екстракції з 1950 р., радянський хімік С.М. Карпачова разом зі своїм німецьким колегою Максом Фольмером запропонувала використовувати трибутилфосфат (ТБФ) для екстракції урану та плутонію без добавок мінеральних солей, через які збільшувався обсяг відходів, а потім і застосовувати синтин як розріджувач. У 1955 році С. М. Карпачова з колегами підготували заявку на патент розробленої схеми застосування ТБФ із синтином. Роботи Карпачової започаткували впровадження ТБФ в радянську атомну промисловість.
1. ↑  Трибутилфосфат. Застосування, властивості і характеристики. him-element.com.ua (англ.). Процитовано 20 вересня 2024.